# Olympische Sommerspiele 1936/Wasserspringen – Turmspringen Einzel (Männer)
Das Turmspringen vom 10-m-Turm der Männer bei den Olympischen Spielen 1936 in Berlin wurde am 14. und 15. August im Olympia-Schwimmstadion ausgetragen. 26 Athleten nahmen daran teil.
Der Wettbewerb wurde am 14. August ab 8:30 Uhr und am 15. August ab 10:00 Uhr ausgetragen. Veranstaltungsort war das 20 × 20 Meter große Sprungbecken des Schwimmstadions. Gezeigt werden mussten je vier Pflicht- und Kürsprünge vom 10-Meter-Turm. Die Pflichtsprünge waren ein Kopfsprung vorwärts aus dem Stand, ein Kopfsprung vorwärts mit Anlauf, ein Salto rückwärts aus dem Stand und ein Auerbachsprung aus dem Stand. Den größten Schwierigkeitsgrad von 2,3 bei den Kürsprüngen hatten der Doppelsalto rückwärts aus dem Stand sowie der anderthalb Auerbachsalto mit Anlauf oder fliegend.

## Ergebnisse
| Rang | Athlet             | Nation             | Punkte |
| ---- | ------------------ | ------------------ | ------ |
| 1    | Marshall Wayne     | Vereinigte Staaten | 113,58 |
| 2    | Elbert Root        | Vereinigte Staaten | 110,60 |
| 3    | Hermann Stork      | Deutsches Reich    | 110,31 |
| 4    | Erhard Weiß        | Deutsches Reich    | 110,15 |
| 5    | Frank Kurtz        | Vereinigte Staaten | 108,61 |
| 6    | Tsuneo Shibahara   | Japan              | 107,40 |
| 7    | Siegfried Viebahn  | Deutsches Reich    | 105,00 |
| 8    | Tomio Koyanagi     | Japan              | 094,54 |
| 9    | Doug Tomalin       | Großbritannien     | 094,14 |
| 10   | Carlo Dibiasi      | Königreich Italien | 090,66 |
| 11   | László Hódi        | Ungarn             | 089,25 |
| 12   | Rauf Abdul Seoud   | Ägypten            | 088,78 |
| 13   | Khalil Ibrahim     | Ägypten            | 088,08 |
| 14   | Ilmari Niemeläinen | Finnland           | 087,60 |
| 15   | Ron Masters        | Australien         | 086,95 |
| 15   | Franz Leikert      | Tschechoslowakei   | 086,72 |
| 17   | Ferrero Marianetti | Königreich Italien | 082,78 |
| 18   | László Hidvégi     | Ungarn             | 080,14 |
| 19   | Václav Kacl        | Tschechoslowakei   | 080,04 |
| 20   | Branko Ziherl      | Jugoslawien        | 078,28 |
| 21   | Sam Melberg        | Norwegen           | 077,76 |
| 22   | Franco Ferraris    | Königreich Italien | 077,60 |
| 23   | Gösta Ölander      | Schweden           | 076,84 |
| 24   | Jesús Flores Albo  | Mexiko             | 073,28 |
| 25   | George Athans      | Kanada             | 070,06 |
| 26   | Josef Nesvadba     | Tschechoslowakei   | 060,02 |